# 雷希尼茨
雷希尼茨是奥地利布尔根兰州上瓦特县的一个市镇。总面积43.77平方公里，总人口3237人，人口密度74.0人/平方公里（2001年）。

## 友好城市
- 德国阿尔蔡 1981年
- 匈牙利Lábatlan 2003年